# حملة تأسيس الجمعية البرلمانية للأمم المتحدة
إن حملة تأسيس الجمعية البرلمانية بالأمم المتحدة (CEUNPA) هي شبكة عالمية تضم أكثر من 270 منظمة غير حكومية (NGOs) و700 من أعضاء البرلمان من 140 دولة تقريبًا مُكرسين لتأسيس الجمعية البرلمانية للأمم المتحدة.

## أهداف الحملة
وتتمثل أهداف الحملة في:

الشعار الداعم لحملة تأسيس الجمعية البرلمانية للأمم المتحدة CEUNPA من الجمعية البرلمانية للأمم المتحدة UNPA، حيث موضح فيه مقاعد البرلمان ومشيرًا إلى علم الأمم المتحدة

- جعل عرض الجمعية البرلمانية للأمم المتحدة مرئيًا في النقاشات السياسية ووسائل الإعلام
- تسهيل عمل الشبكات المحلية والدولية الخاصة بالأفراد وبالمنظمات غير الحكومية وبأعضاء البرلمان المدافعين عن الجمعية البرلمانية للأمم المتحدة في دائرة نفوذهم
- تأسيس ائتلاف عالمي من أصحاب المصلحة المتعددين والذي يعمل على توحيد الجهود المجتمعية المدنية والبرلمانية من أجل الجمعية البرلمانية للأمم المتحدة
- تسهيل الاتصالات والنقاشات مع الحكومات والبرلمانات المتشابهة في الرأي

## نبذة عن الحملة

### اللجنة التوجيهية
يقود أمانة الحملة لجنة تحقيق الديمقراطية في الأمم المتحدة. ويتم توجيه عمل الحملة من قبل لجنة توجيهية غير رسمية، والتي بدورها تساعد على تحديد أهداف الحملة وسياساتها وإستراتيجياتها. وتتكون اللجنة التوجيهية من منظمات غير حكومية مثل لجنة تحقيق الديمقراطية بالأمم المتحدة والجمعية العالمية للدفاع عن الشعوب المهددة والحركة الفيدرالية العالمية (IGP) ومؤسسة رؤية*2020 وانضم منذ أكتوبر 2010 أيضًا منظمة ديموكراسيا جلوبال.

### شبكات العمل الإقليمية والدولية
أسست حملة تأسيس الجمعية البرلمانية للأمم المتحدة ائتلافات وأنشأت شبكات عمل إقليمية ودولية في جميع دول العالم، فعلى سبيل المثال في نيوزلندا وجمهورية الدومينيكان ونيجيريا والنرويج وليبيا وألمانيا وأوغندا ونيبال والمكسيك وبلغاريا والأرجنتين وفرنسا والهند والولايات المتحدة والصين وكينيا وسويسرا وكندا وبريطانيا العظمى وتنزانيا وإسبانيا وجنوب إفريقيا وإيطاليا.

### التمويل
يأتي تمويل الحملة الرئيسي الحالي من مؤسسة فورد ولجنة تحقيق الديمقراطية بالأمم المتحدة ومؤسسة شجرة التفاح الألمانية، إلا أن المساهمات الأولية لعمل حملة تأسيس الجمعية البرلمانية للأمم المتحدة (CEUNPA) تأتي من المشاركين في الحملة والمنفذين للعمل اللازم للتعريف بالجمعية البرلمانية للأمم المتحدة (UNPA).

## معلومات تاريخية
تقوم سياسة الحملة على أساس «النداء بتأسيس الجمعية البرلمانية للأمم المتحدة» والذي تم تقديمه في الأحداث المنظمة كانطلاق له في أكثر من عشر دول خلال الفترة من أبريل حتى مايو 2007. فقد كان هناك ما يقارب 552 شخصًا موقعين على الاستفتاء، من بينهم أعضاء برلمانيون وأفراد مثل الحائزين على جائزة نوبل والحائزين على جائزة رايت ليفيلهوود وقادة المجتمع المدني وثلاثة رؤساء وزراء سابقين وعدة وزراء خارجية سابقين والسيد بطرس بطرس غالي (الأمين العام للأمم المتحدة السابق). وفي اجتماع انعقد في نوفمبر 2007 أكدت الحملة على سياستها كما هو مصوغ في النداء.
على الرغم من تأكيد المنشور السابق لحملة تأسيس الجمعية البرلمانية للأمم المتحدة على الاختيار غير المباشر للجمعية البرلمانية بالأمم المتحدة (UNPA) كخطوة أولى وضرورية، بيد أنه في نوفمبر 2007 أعربت المنظمة عن أنه يمكن لبعض الدول أن تختار مباشرةً الوفود في المرحلة من تشكيل وجود الكيان. وبالمثل، أكدت تصريحات حملة تأسيس الجمعية البرلمانية للأمم المتحدة على دور الجمعية البرلمانية للأمم المتحدة الإشرافي على الأمم المتحدة وهيئاتها، ولكن تصريح نوفمبر 2007 أوضح أنه يمكن أن يكون للجمعية البرلمانية بالأمم المتحدة أيضًا دور إشرافي على مؤسسات بريتون وودز. وقد تم تأكيد هذا الموقف وذكره بمزيد من التفاصيل في تصريح حول الأزمة المالية الصادر في أبريل عام 2008.
وبحلول سبتمبر 2010 تم توقيع النداء من قبل ما يقارب 3.670 شخص.

## وصلات خارجية
- Campaign for the Establishment of a United Nations Parliamentary Assembly.
- Appeal for the Establishment of a Parliamentary Assembly at the UN.